# Castell de Cervià
El Castell de Cervià era a Cervià de Ter (Gironès), les restes de la qual estan declarades bé cultural d'interès nacional.

## Història
El 989, Sunyer Llobet i la seva dona Avierna van comprar als comtes Borrell i Eimeruda l'alou de les «viles» de Cervià i Raset, juntament amb el territori d'Espiells, per la quantitat de cinc unces de plata. És probable que ja aleshores el matrimoni tingués la seva residència a Cervià, però no és segur que fos al castell. Aquest és esmentat al testament de Sunyer Llobet, redactat el 1024 al seu dormitori. El 1019, el fill de Sunyer Llobet, Silvi Llobet, comprà Cervià al seu pare i després el llegà al seu nebot Gaufred Bastons. El 1061, aquest va jurar fidelitat als comtes Ramon Berenguer I i Almodis de la Marca pel castell de Cervià i a ajudar-lo amb 20 cavallers.
El 1101 fou succeït pel seu fill Bereneguer Gaufred, i després al germà d'aquest, Guillem Gaufred, ambdós cognominats Cervià, que ja el posseïa el 1117. El 1139, Guillem Gaufred demanà al comte Ramon Berenguer IV que confirmés la donació en vida del castell al seu fill Arnau I de Llers, a la seva esposa Flandina i als seus fills Arnau i Guillem. Durant tres generacions, els senyors del castell es cognomenaren Llers, fins que el fill d'Arnau III de Llers passà a ser conegut com Guillem de Cervià.

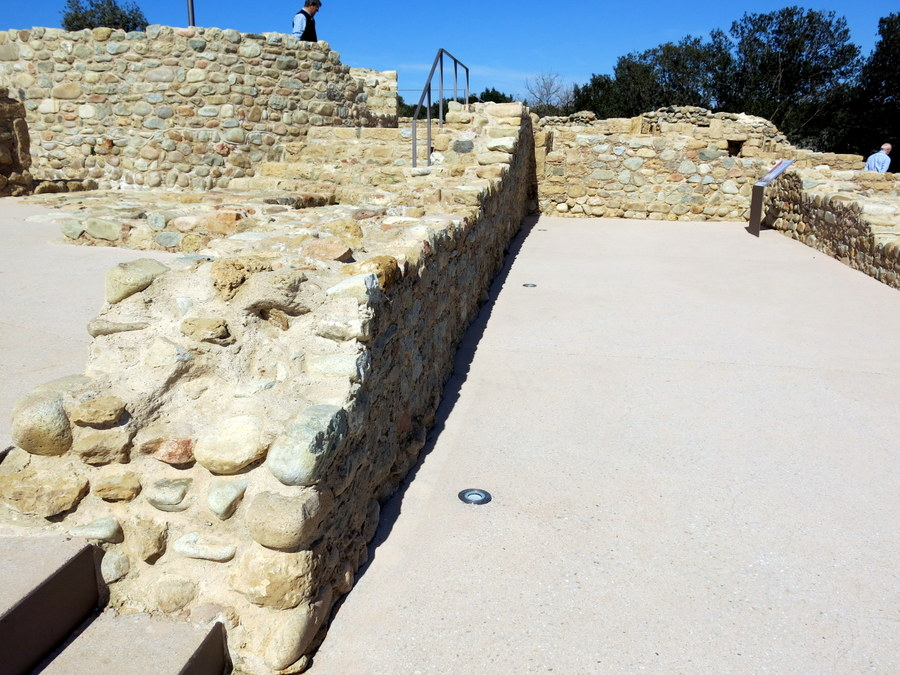
Restes del castell de Cervià

Aquest castell tenia un valor militar per la seva posició estratègica a la frontera entre el comtat de Girona i el d'Empúries, a menys d'un dia de camí de la ciutat de Girona. Des del castell també es podia controlar la via que anava cap a Peralada i el Rosselló. Al segle xv, els Cervià començaren a tenir problemes econòmics, fins a arribar a vendre's i empenyorar gran part del patrimoni, inclòs el castell. Durant la guerra contra JOAN II, la reina confià el castell i el poble a Esteve d'Agramunt. El 1467 hi establí el seu campament el duc de Lorena, quan marxava contra Girona per posar-hi setge. El mateix duc, primogènit del rei Renat, va concedir el castell a Joan de Sancto Gilagio. En absència d'aquest se'n feu càrrec el capità Pere Alfons, el 1469. Posteriorment, Joan II concedí la jurisdicció de Cervià i Bordils a Juan de Vilapando per 5.000 florins, i el 1477, la propietat va passar a la família Xatmar, que el 1788 entroncà amb els Fonsdeviela, marquesos de la Torre.
No es coneix si el castell es va veure afectat pels conflictes bèl·lics de la segona meitat del segle xv, però a partir d'aquest moment els documents fan referència al domini o poble de Cervià sense esmentar-lo, i tampoc s'han trobat, fins al moment, restes posteriors a l'inici del segle xvi. El 1657, Narcís Camós explicava que a la vila hi havia hagut un castell, del qual en restaven vestigis, però que feia llarg temps que estava destruït.
Després de diversos segles de constituir un condomini familiar privat, el 2013 la finca que acull les restes del castell passà a titularitat municipal, amb la donació d'una part dels terrenys per part de la família Fonsdevila i l'adquisició de la resta per l'Ajuntament de Cervià de Ter. El 2014, la Universitat de Girona redactà un projecte d'investigació, consolidació i posada en valor del castell, amb el finançament del Programa de l'1 % cultural i de la Diputació de Girona.

## Arquitectura
Situades en un turó enmig del poble, les restes del castell es troben parcialment descobertes i en un grau elevat de deteriorament. Es poden identificar diverses estances i part del perímetre. Destaquen les restes de la poderosa torre de l'homenatge, de planta circular i 6,5 m de diàmetre. Aquesta construcció presenta grans còdols units amb morter i formant filades rectes. En altres estances s'observa una major presència de pedres acarades parcialment i alguns carreus en els extrems de les parets i en els llindars de les portes.
Al voltant de la torre es poden distingir diversos trams de murs i estructures diverses. La que es pot observar millor és una gran estança al sud de la torre, de 3,8 per 8 me, ben delimitada per tres dels seus costats. També es pot apreciar un espai obert, potser un pati d'armes, que delimita amb els murs perimetrals del castell. La majoria dels murs del perímetre emmurallat presenten un estat de conservació molt deficient. Aquests murs conformen una estructura de forma poligonal, clarament adaptada a la topografia del terreny. Es conserven les restes d'una possible torre.
El castell fou construït directament en un subsòl de conglomerat argilós resseguint la topografia natural i adaptant-se als desnivells preexistents, per la qual cosa, el problema principal que va partir va ser d'estabilitat amb l'esllavissament d'estructures. Es va estructurar en tres terrasses, aprofitant el conglomerat del subsòl, retallat i regularitzat, per crear els diversos nivells de circulació i va ser objecte de diferents remodelacions.
Cronològicament, els materials més antics se situen vers als segles ix-x, una segona fase on es detecta una important reforma, probablement ja dins el segle xiii, i una segona transformació de finals del segle xiv o inicis del xv, finalment, l'abandonament, que sembla no anar més enllà de mitjans del segle xvi.
Pel que fa a les defenses exteriors, no es conserva la totalitat del circuit emmurallat. Tot i això es distingeixen clarament almenys dos circuits de muralles. Del més antic es conserva essencialment part de la muralla nord, amb espitlleres i el mur de llevant, que acaba de forma abrupta, marcant el que probablement constituïa la porta d'accés al recinte, però de la qual no es conserva la continuació. A la zona sud ha aparegut un mur que podria haver format també part del recinte original.
La gran reforma sembla produir-se al segle xiv quan els vells murs són doblats com a la banda nord o substituïts per noves estructures defensives. Aquestes es caracteritzen per la presència exterior d'escarpes, destinades a protegir-se de l'artilleria. Les noves muralles construïdes a la banda sud configuren una reducció de l'espai emmurallat, potser per fer espai al nou accés constituït per la rampa esglaonada situada a migdia.
Pel que fa a la distribució interior, el castell s'estructura, almenys en la seva darrera fase, en tres terrasses. A la part superior s'hi situen la torre de l'homenatge i un parell de grans sales que per algunes característiques estructurals semblen configurar el nucli més antic del castell. Una terrassa intermèdia on se situen algunes de les sales principals i finalment i baixant per una escala s'accedeix a una terrassa inferior ocupada per un gran pati i tot un seguit de petits espais secundaris. Els paviments són de terra piconada, excepte els de la darrera fase del castell, ja dins els segles .XIV-XV, que són de morter.
Finalment, bona part d'aquesta terrassa inferior està molt afectada per un gran esvoranc de planta quadrangular, farcit de gran quantitat de runa i material d'enderroc. Aquest esvoranc, realitzat al final de l'existència del castell, o, potser, fins i tot quan ja era abandonat, va provocar la destrucció de moltes de les estructures preexistents del seu entorn, i, fins i tot, del mur de contenció que tancava el sector per l'oest.